# Thailand Premier League 1997
Die Saison 1997 war die zweite Spielzeit der 1996 gegründeten Thailand Premier League, der höchsten Fußball-Spielklasse in Thailand. Die Liga wurde aus Sponsorengründen auch Johnnie Walker Thailand Soccer League genannt.
Teilnahmeberechtigt waren die besten 12 Mannschaften der Thailand Premier League 1996/97, die im Modus jeder gegen jeden mit Hin- und Rückspiel antraten. Meister wurde der FC Royal Thai Air Force, der damit seinen 12. Titel der Vereinsgeschichte feierte. Titelverteidiger FC Bangkok Bank belegte in der Abschlusstabelle den 3. Platz, die beiden Letzten FC Royal Thai Police (als Verlierer der Relegation) und FC Royal Thai Navy stiegen in die Thailand Division 1 League ab.

## Vereine der Saison
| Teilnehmer |
| - FC Bangkok Bank – Titelverteidiger - Tero Sasana (Singha Tero Sasana) - FC Sinthana - FC Royal Thai Police (Aufsteiger aus der Thailand Division 1 League) - Royal Thai Navy (Aufsteiger aus der Thailand Division 1 League) - FC Port Authority of Thailand - Bangkok Metropolitan Administration - FC Royal Thai Air Force - UCOM Raj Pracha - FC Thai Farmers Bank - FC TOT - Royal Thai Army |

## Abschlusstabelle der Saison 1997
| Pl. | Verein                  | Sp. | S  | U  | N  | Tore    | Diff. | Punkte |
| --- | ----------------------- | --- | -- | -- | -- | ------- | ----- | ------ |
| 1. | FC Royal Thai Air Force | 22  | 14 | 3  | 5  | 045:230 | +22   | 45     |
| 2. | Sinthana                | 22  | 13 | 3  | 6  | 032:250 | +7    | 42     |
| 3. | FC Bangkok Bank (M)     | 22  | 11 | 5  | 6  | 034:230 | +11   | 38     |
| 4. | Port Authority          | 22  | 9  | 5  | 8  | 036:350 | +1    | 32     |
| 5. | Tero Sasana             | 22  | 8  | 7  | 7  | 032:260 | +6    | 31     |
| 6. | FC Thai Farmers Bank    | 22  | 7  | 9  | 6  | 031:310 | ±0    | 30     |
| 7. | Bangkok Metro           | 22  | 8  | 5  | 9  | 022:210 | +1    | 29     |
| 8. | FC TOT                  | 22  | 8  | 5  | 9  | 032:330 | −1    | 29     |
| 9. | FC Royal Thai Army      | 22  | 7  | 4  | 11 | 031:450 | −14   | 25     |
| 10. | UCOM Raj Pracha         | 22  | 6  | 6  | 10 | 026:320 | −6    | 24     |
| 11. | FC Royal Thai Police    | 22  | 4  | 10 | 8  | 019:250 | −6    | 22     |
| 12. | FC Royal Thai Navy      | 22  | 3  | 6  | 13 | 020:410 | −21   | 15     |
| Ermittlung des Tabellenplatzes einer Mannschaft bei Punktgleichheit: 1. Direkter Vergleich; 2. Tordifferenz; 3. erzielte Tore |                         |     |    |    |    |         |       |        |

## Relegation
Der Tabellenelfte FC Royal Thai Police musste in der Relegation gegen den Zweiten der Thailand Division 1 League, den FC Osotspa M-150 antreten. Dabei setzte sich der FC Osotspa mit 1:0 durch und konnte in die Thailand Premier League aufsteigen, während der FC Royal Thai Police in die Division 1 League absteigen musste.
|                      | Ergebnis |                  |
| -------------------- | -------- | ---------------- |
| FC Royal Thai Police | 0:1      | FC Osotspa M-150 |

## Saison-Notizen
- Dem FC Royal Thai Air Force wurden zum Ende der Saison drei Punkte abgezogen. Grund hierfür war das Nichtantreten zum Punktspiel gegen Sinthana in Suphan Buri zu Beginn der Saison.

- Singha Tero Sasana änderte seinen Namen in Tero Sasana.

- Der letztjährige Vizemeister Stock Exchange of Thailand spielte die Saison unter dem Namen Bangkok Metropolitan Administration (BMA) aufgrund eines Sponsorenwechsels

## Queen’s Cup
Den 26. Queen’s Cup gewann erneut die Thai Farmers Bank, zum jetzt insgesamt vierten Mal in Folge. Zum ersten Mal wurde der Pokal ohne Mannschaften aus dem Ausland ausgetragen.

## Thailand FA Cup
Sinthana konnte zum 1. Mal in der Vereinsgeschichte den FA Cup gewinnen.

## Kontinentale Wettbewerbe
- Der FC Bangkok Bank vertrat Thailand in der Asian Club Championship schied jedoch bereits in der ersten Runde aus.
- Die FC Royal Thai Air Force erreichte im Asian Cup Winner’s Cup die zweite Runde.[2]

## Auszeichnungen
|                    | Name              | Mannschaft              |
| ------------------ | ----------------- | ----------------------- |
| Trainer des Jahres | Piyapong Piew-on  | FC Royal Thai Air Force |
| Spieler des Jahres | Seksan Piturat    | FC Sinthana             |
| Torschützenkönig   | Worrawoot Srimaka | Tero Sasana FC          |